# Jana Sterbak

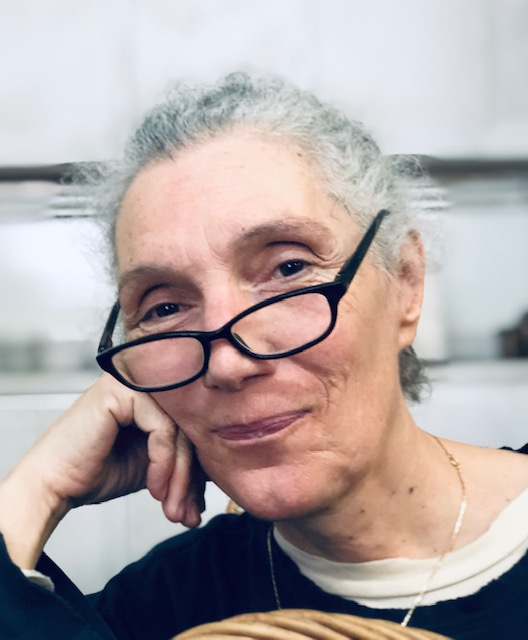
Jana Sterbak, 2019

Jana Sterbak (* 19. März 1955 in Prag als Jana Štěrbáková) ist eine multidisziplinäre Künstlerin tschechischer Herkunft.

## Leben
Jana Sterbak erwarb einen Bachelor of Fine Arts an der Concordia University und belegte Kurse in Filmgeschichte bei John Locke und Tom Waugh sowie in Malerei bei Yves Gaucher und Guido Molinari. In den 1980er-Jahren studierte sie Kunstgeschichte an der University of Toronto und an der New York University, brach ihr Studium aber schließlich ab, um sich ihrer künstlerischen Praxis zu widmen. In ihrem künstlerischen Ansatz ist die Performance in ihre Fotografien, Filme und Videoinstallationen integriert.
In den 1990er-Jahren zog Sterbak nach Paris, um an der École nationale supérieure des beaux-arts (ENSBA) zu unterrichten. Im Alter von 36 Jahren wurde eine Retrospektive ihrer Arbeit in der National Gallery of Canada (1991) und anschließend am MIT in Boston und im Museum of Contemporary Art San Diego (1992) gezeigt.
Ihre europäische Karriere begann 1990 bei Aperto, der internationalen Sektion der Biennale von Venedig, wo der Ko-Kurator Bernard Blistène ihre Werke ausstellte. Es folgten mehrere Einzelausstellungen: 1992 im Louisiana Museum of Modern Art (Dänemark) und im MoMA New York, wo Sisyphus, eine ihrer ikonischen Installationen gezeigt wurde, und 1993 in der Stiftung La Caixa in Barcelona. Velleitas, eine von Corinne Diserens kuratierte Einzelausstellung, wurde 1995 im Musée d'art moderne von Saint-Étienne und in der Fundació Antoni Tàpies in Barcelona sowie 1996 in der Serpentine Gallery in London gezeigt.
In den frühen 2000er-Jahren produzierte sie zwei Videoinstallationen. Die eine, From Here to There, vertrat Kanada auf der Biennale von Venedig 2003; die andere, Waiting for High Water, während des Acqua-alta-Phänomens in Venedig gedreht, wurde 2005 auf der Biennale von Prag präsentiert. Waiting for High Water wurde ihre meistausgestellte Videoinstallation. (Katalogtext von Hubert Damisch.)
2012 erhielt Sterbak, die seit ihrem zwanzigsten Geburtstag kanadische Staatsbürgerin ist, den Governor General's Award in Visual and Media Arts und 2017 den Prix Paul-Émile-Borduas (Québec).
„Ihre Biografie mag sich nicht direkt in ihren Werken widerspiegeln, aber sie hat einen Erfahrungsschatz für die Auseinandersetzung mit der Frage geliefert, wie unterschiedliche Gesellschaften miteinander verbunden sind. Es sind Fragen nach menschlichen Konflikten in der Gegenwart, nach der Spannung zwischen Privatheit und Öffentlichkeit, zwischen Freiheit und Abhängigkeit. Die Arbeiten von Jana Sterbak sind ebenso poetisch wie politisch. Sie sind konzeptionell präzise und verweben die Unmittelbarkeit konkreter Materialien mit Bezügen zu Motiven aus Mythologie, Literatur und Philosophie. Ihre Materialien sind oft vergänglich und transformativ, wie das Eis, das die langsam schmelzenden Stühle des Dissolution-Auditoriums bildet, oder die Fleischstücke, die in ihrem berühmten, viel diskutierten und vielfach kopierten Werk Vanitas: Flesh Dress for an Albino Anorexic“ zu einem Kleid zusammengenäht sind; beides sind kraftvolle Metaphern für soziale wie auch physische Prozesse, die uns ausdrücklich auf persönlicher und sinnlicher Ebene ansprechen.

## Ausstellungen (Auswahl)
- 1991: National Gallery of Canada
- 1991: Massachusetts Institute of Technology
- 1992: Louisiana Museum of Modern Art (Dänemark) und im MoMA (New York)
- 1993: Stiftung La Caixa in Barcelona
- 1995: Musée d'art moderne von Saint-Étienne und Fundació Antoni Tàpies in Barcelona
- 1996: Serpentine Gallery in London

## Auszeichnungen
- 1991: Guggenheim Fellowship, John Simon Guggenheim Memorial Foundation, Vereinigte Staaten[14]
- 1993: Prix Antoine Guichard, Fondation Casino, Musée de Saint-Étienne, Frankreich (nicht mehr vergeben)
- 1993: Victor Martyn Lynch-Staunton Award des Canada Council, Kanada
- 1996: Prix Ozias Leduc, Fondation Émile-Nelligan, Montréal, Québec
- 2012: Governor General's Awards in Visual and Media Arts, Kanada
- 2017: Prix Paul-Émile-Borduas, Québec